# Fundació Rafael Campalans
La Fundació Rafael Campalans és una entitat sense ànim de lucre constituïda el 1979 que, a través de la recerca i l'anàlisi, té com a objectiu principal la difusió del pensament socialista democràtic. Està vinculada al Partit dels Socialistes de Catalunya i exerceix de laboratori d'idees d'aquest partit.
Un dels seus principals impulsors fou Isidre Molas i Batllori, que en va ser president en diverses etapes, la darrera entre 2005 i 2012. També n'han sigut presidents destacats dirigents del socialisme català com Narcís Serra i Serra (2000-2005) i Miquel Iceta i Llorens (2012-2014). Des de 2014 és presidida per José Montilla i Aguilera.
Actualment el seu director és Pau Solanilla. Anteriorment fou dirigida per Esther Niubó Cidoncha (2013-2020), Albert Aixalà i Blanch (2005-2013), i Gabriel Colomé García (1997-2005).